# Oakhurst (Texas)
Oakhurst es un lugar designado por el censo ubicado en el condado de San Jacinto en el estado estadounidense de Texas. En el Censo de 2010 tenía una población de 233 habitantes y una densidad poblacional de 58,08 personas por km².

## Geografía
Oakhurst se encuentra ubicado en las coordenadas 30°44′24″N 95°18′41″O / 30.74000, -95.31139. Según la Oficina del Censo de los Estados Unidos, Oakhurst tiene una superficie total de 4.01 km², de la cual 4 km² corresponden a tierra firme y (0.39%) 0.02 km² es agua.

## Demografía
Según el censo de 2010, había 233 personas residiendo en Oakhurst. La densidad de población era de 58,08 hab./km². De los 233 habitantes, Oakhurst estaba compuesto por el 84.12% blancos, el 13.3% eran afroamericanos, el 0% eran amerindios, el 0% eran asiáticos, el 0% eran isleños del Pacífico, el 1.72% eran de otras razas y el 0.86% pertenecían a dos o más razas. Del total de la población el 3.86% eran hispanos o latinos de cualquier raza.